# Esteban de Pujasol
Esteban o Esteve (de) Pujasol (Fraga, ¿1562? - 1641) fue un presbítero, astrónomo y psicólogo español del siglo XVII.

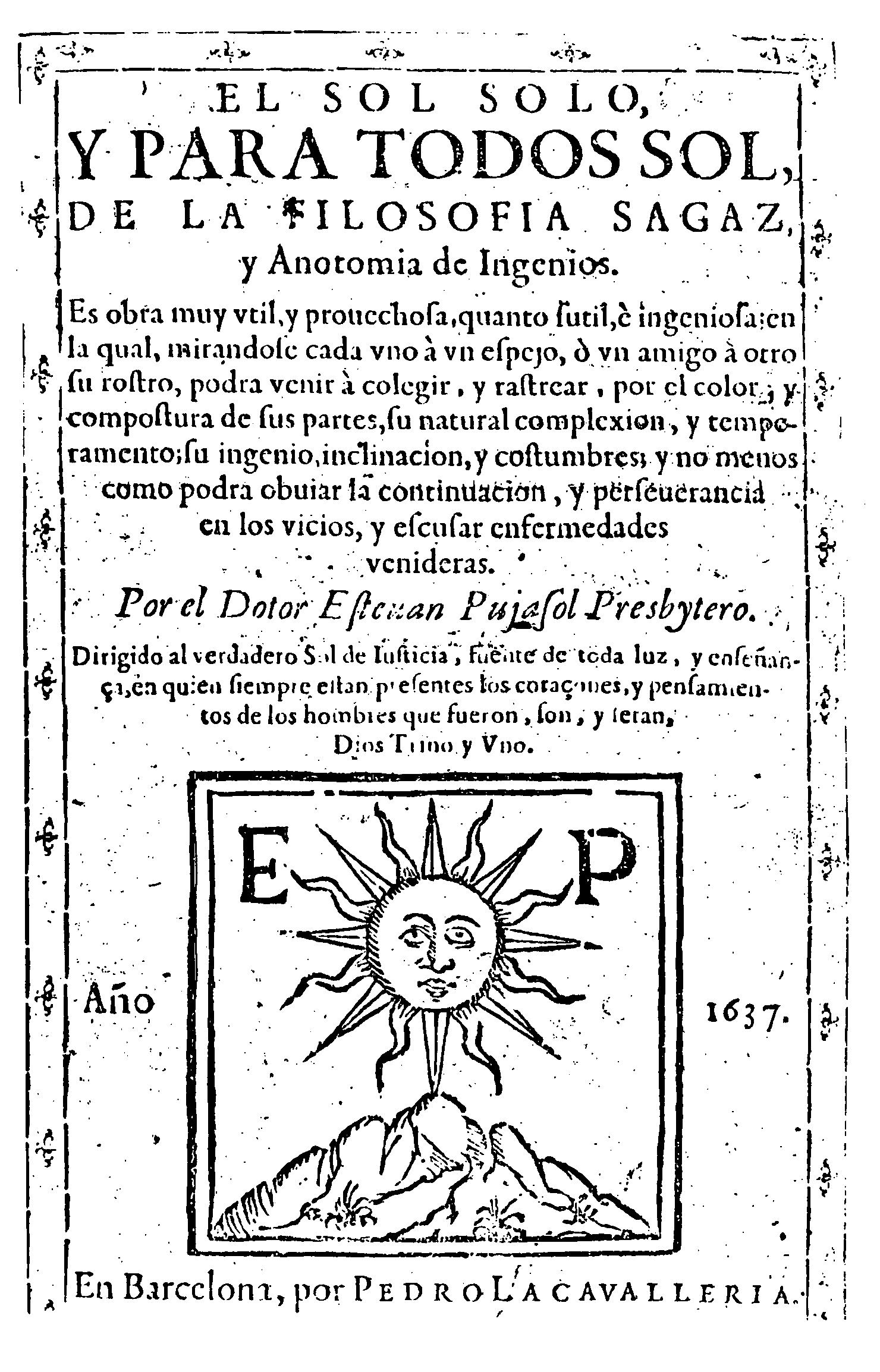
Portada de Filosofía sagaz y anatomía de ingenios de 1637.

## Biografía
Poco se sabe sobre él. Alcanzó el título de doctor y siguió la carrera eclesiástica. Al menos desde 1601 publicó pronósticos astrológicos, tablas adaptadas al calendario gregoriano y diálogos sobre astronomía y los cometas, así como la que es su obra más conocida, El sol solo y para todos sol, de la filosofía sagaz y anatomía de ingenios, más conocida como Filosofía sagaz y anatomía de ingenios (Barcelona, 1637), un tratado de fisiognomía y caracteriología en cuatro libros, del que hay edición moderna (Madrid, 1980). Su intención es que cada uno pueda mirando sus facciones
Venir a colegir y rastrear, por el color y compostura de sus partes su natural complexión y temperamento; su ingenio, inclinación y costumbres, y no menos cómo podrá obviar la continuación y perseverancia de los vicios y excusar enfermedades venideras.
El libro se divide en otros cuatro. El primero consta de quince capítulos dedicados cada uno a una parte del cuerpo: la cabeza, los ojos, la boca etc.; el segundo se consagra al estudio de las facciones, fisonomía y color del rostro; el tercero se aplica al conocimiento del planeta dominante, del signo del Zodiaco que influye y del humor que rige y gobierna, y el último comenta los signos y señales para conocer cuando uno está enfermo, y si tal enfermedad es peligrosa. Estos dos últimos libros son los más fantasiosos.
Ibarz Serrat, reproduciendo ideas de José Rodríguez Carracido, considera a Pujasol como heredero y continuador de Juan Huarte de San Juan y su Examen de ingenios, dentro de la teoría española del ingenio, y rebate con mucho fundamento la opinión de algunos autores, como el historiador de la medicina decimonónico Antonio Hernández Morejón, según la cual Pujasol copió a Huarte; de hecho siguen caminos diferentes y en muchos puntos llegan a conclusiones opuestas. Por ejemplo, Huarte afirma que en cada ventrículo del cerebro están las tres potencias, mientras que Pujasol afirma que cada una se halla localizada en un lugar. Carracido se inclina a creer que, aunque no cita a Huarte, lo conocía. Su erudición es muy amplia, pero poco crítica, de modo que muchas de sus certeras observaciones son desfiguradas por el prestigio libresco de los antiguos auctores; para Carracido posee ideas originales y Mar Rey Bueno lo considera uno de los pocos escritores españoles sobre fisiognomía.

## Obras

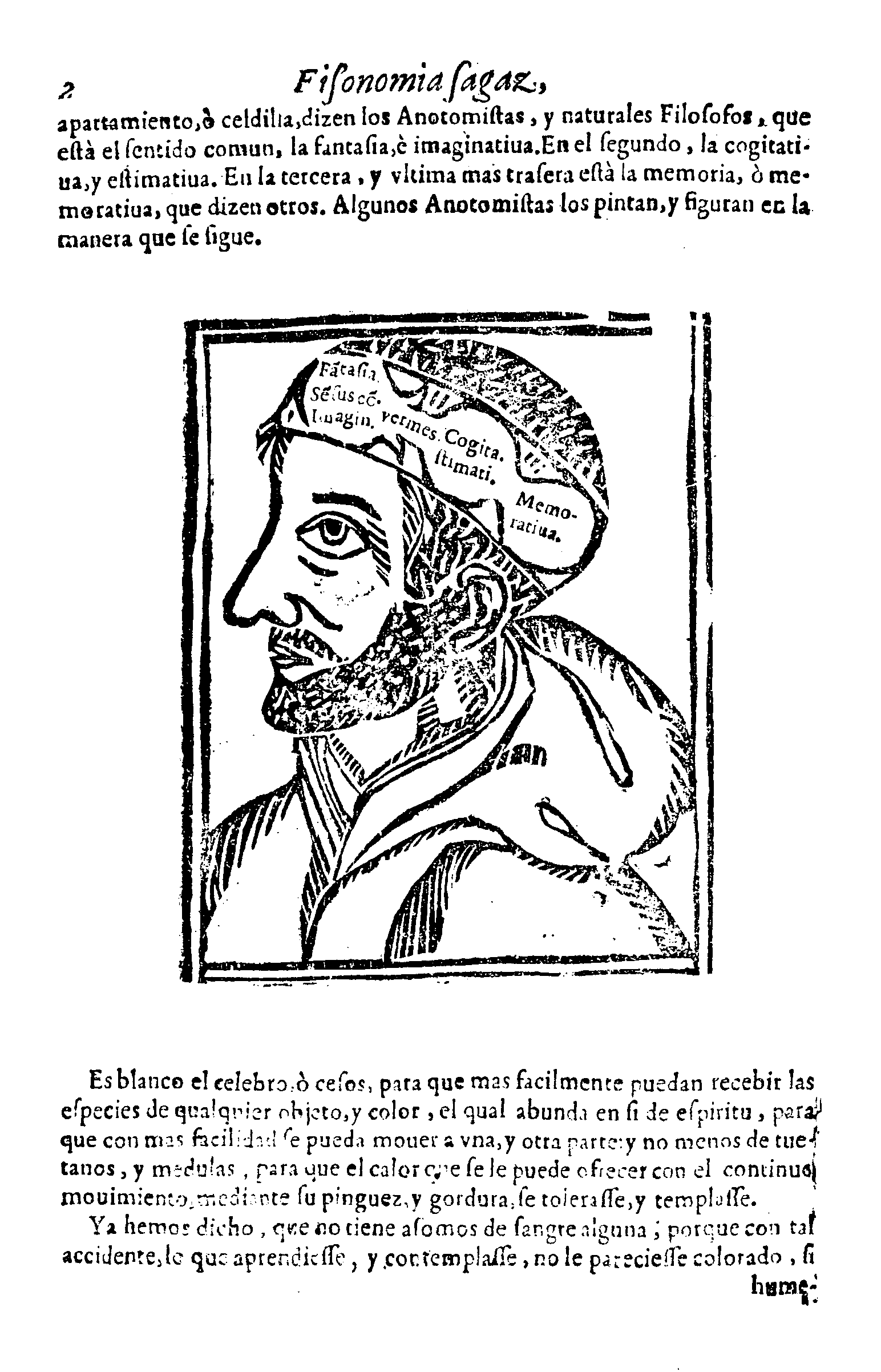
Página representando algunas de las funciones del cerebro en la Filosofía sagaz y anatomía de ingenios (1637) de Esteban de Pujasol.

- El sol solo y para todos sol de la Filosofia sagaz y anatomía de ingenios... es obra muy vtil y prouechosa... en la qual mirándose cada vno a vn espejo o vn amigo a otro su rostro podrá venir a colegir y rastrear por el color y compostura de sus partes su natural complexion y temperamento..., (Barcelona, Pedro de Lacavallería, 1637). Hay ediciones modernas: Madrid, Editorial Tres Catorce Diecisiete, 1980, y Madrid: Magalia, 2000.
- Para el año 1618 juyzio y natural observación acerca del conocimiento de los tiempos y sucessos del mundo que necessaria o frequentemente provienen de las causas naturales. Barcelona: Esteban Liberós, 1617.
- Discurso astronómico en que se declaran varios sucesos... como de los cometas que se aparecieron en nuestro horizonte, Sevilla: Juan de Serrano de Vargas y Ureña, 1625.
- Discursos acerca de los tres soles, Barcelona: Esteban Liberós, 1622.
- El juyzio del cometa, s. l., s. n. 1618
- Tablas reformadas según el Kalendiario Gregoriano
- Lunario y pronóstico, s.i., s.l., 1601.